# Liste des sénateurs de Saint-Pierre-et-Miquelon
La collectivité d'outre-mer de Saint-Pierre-et-Miquelon élit un sénateur. Les grands électeurs sont : les membres du Conseil territorial de Saint-Pierre-et-Miquelon ; les conseillers municipaux des deux communes de l'archipel, Saint-Pierre et Miquelon ; le député sortant ; le sénateur sortant. En 2017, ces grands électeurs étaient au nombre de 39, dont les 19 élus du Conseil territorial, les 15 conseillers municipaux de Saint-Pierre et les 3 de Miquelon. 
Avec un sénateur pour 7 000 habitants, elle est la circonscription électorale la plus représentée au regard de sa population.

## Sous laVeRépublique
- Henri Claireaux : du 12 janvier 1947 au 1er octobre 1968
- Albert Pen : du 2 octobre 1968 au 21 juin 1981
- Marc Plantegenest : du 20 septembre 1981 au 1er octobre 1986
- Albert Pen : du 1er octobre 1986 au 30 septembre 1995
- Victor Reux : du 1er octobre 1995 au 30 septembre 2004
- Denis Detcheverry : du 1er octobre 2004 au 30 septembre 2011
- Karine Claireaux : du 1er octobre 2011 au 1er octobre 2017
- Stéphane Artano : du 2 octobre 2017 au 1er octobre 2023
- Annick Girardin : du 2 octobre 2023 au 13 septembre 2024 (déclarée inéligible)
- Jean-Marc Ruel : du 9 décembre 2024 au 10 juillet 2025 (démissionnaire)